# Mendoncia flagellaris
Mendoncia flagellaris är en akantusväxtart som beskrevs av Raymond Benoist. Mendoncia flagellaris ingår i släktet Mendoncia och familjen akantusväxter. Inga underarter finns listade i Catalogue of Life.